# Château de Vallière
Pour les articles homonymes, voir Vallière (homonymie).
Ne doit pas être confondu avec Château de Mortefontaine.
Le château de Vallière est un château français du XIXe siècle situé dans la commune de Mortefontaine dans le département de l'Oise et la région des Hauts-de-France. Le parc se situe pour partie sur la commune de Fontaine-Chaalis. Construit en 1894 en style néogothique pour le duc de Gramont, ses façades et ses toitures sont inscrites à l'inventaire supplémentaire des monuments historiques par arrêté du 29 octobre 1975. Le parc, situé en lisière de la forêt d'Ermenonville, est un site classé depuis le 10 avril 1961,.

## Histoire

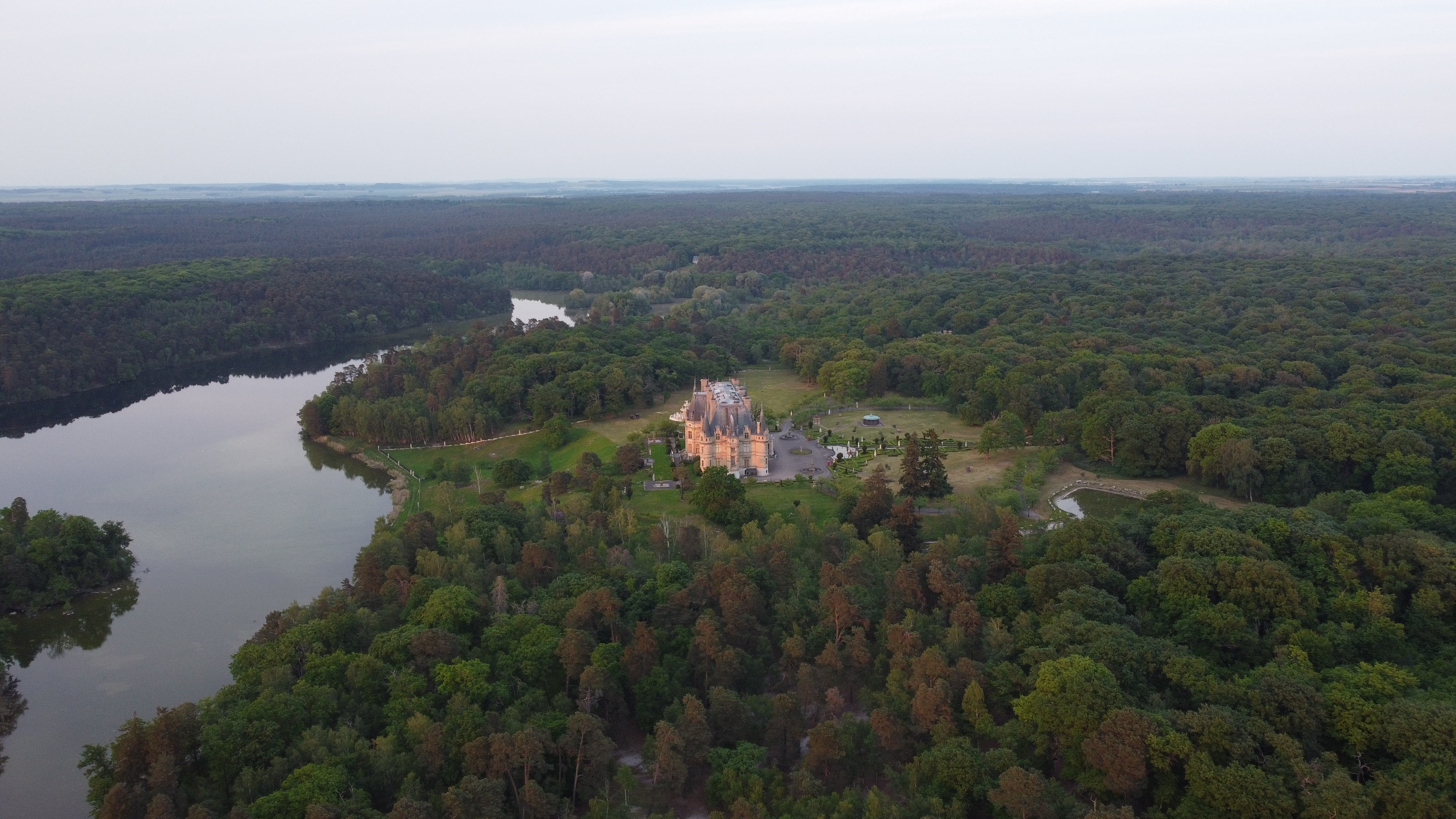
Vue aérienne depuis le sud-ouest.

Le château de Vallière est construit en 1894 pour Agénor de Gramont (1851-1925), duc de Gramont, et la duchesse, née Marguerite de Rothschild dans le Grand parc du vaste domaine de Mortefontaine et Montmélian, qui avait appartenu à Joseph Bonaparte du 20 octobre 1798 jusqu'en 1814, au moment de son départ en exil. C'est Joseph Bonaparte justement qui fit achever le grand parc entre 1808 et 1814 ; jusque-là, le Petit Parc avait prévalu, qui ne fait pas partie du domaine de Vallière. Bonaparte lègue le domaine de Mortefontaine à son administratrice, Madame de Villeneuve, par une vente fictive. Elle loue le domaine en grande partie au baron prussien Georg-Arthur von Schickler, qui avait voulu s'en porter acquéreur.
En 1829, Henri de Bourbon, dernier prince de Condé et déjà propriétaire du château de Chantilly achète le domaine. Après son décès, sa maîtresse Sophie Dawes, baronne de Feuchères, reçoit le domaine comme don en 1837. Seulement trois ans plus tard, sa filleule Sophie Thanaron hérite du domaine à la suite de la disparition de la baronne. Elle épouse le préfet de l'Aisne Henri Corbin (mort en 1879). Le 6 janvier 1892, la famille Corbin décide de vendre les 1 500 ha de terrain du futur domaine de Vallière qui représente la plus grande partie du domaine de Mortefontaine et Montmélian au duc Agénor de Gramont (1851-1925). Mais elle garde le château de Mortefontaine ainsi que les bois sur la butte de Montmélian. Elle meurt en 1901 et le château de Mortefontaine, avec le Petit Parc, restera la propriété de ses enfants jusqu'en 1928.
À Vallière, le duc organise des chasses au faisan, au canard ou au cerf tandis que la duchesse fait représenter des pièces d'Eugène Labiche ou des tableaux vivants. Un service d'omnibus est établi par le duc entre la gare et le château, comportant seize chevaux gris attelés par cinq et menés par des postillons coiffés d'un haut-de-forme. De la terrasse de Vallière, Marcel Proust, venu dîner le 14 juillet 1904 invité par les parents de son ami Armand de Gramont, duc de  Guiche, aperçoit, par-dessus les étangs et les frondaisons, les tours de la cathédrale de Senlis.
Après la mort de son père en 1925, Armand de Gramont devient le 12e duc de Gramont. Lui succède Henri-Armand comme 13e duc en 1962, et vingt ans plus tard, il vend la partie la plus emblématique du domaine. Depuis 1982, le château de Vallière et le Grand parc ne sont plus dans la famille de Gramont.
Le 2 septembre 1914, une avant-garde de 4 bataillons de la 3. Infanterie-Division traverse la forêt d'Ermenonville et se glisse, à la tombée de la nuit, dans le parc du château de Vallière, ou ils rencontrent l'arrière-garde de la 56e division de réserve, composée du 354e régiment d'infanterie et du 69e bataillon de chasseurs à pied. Après la prise du village de Mortefontaine, les Poméraniens des 2e et 9e grenadiers constatent la perte deux tués et trente blessés. Le « combat de Mortefontaine » est considéré comme le combat le plus proche de Paris et le « point extrême de l'avance ennemie ». 

Un petit monument, adossé au château de Vallière, honore la mémoire de trois soldats mort pour la France le 2 septembre 1914. Maximilien DELION, Édouard FLAMAND, André SARDAT appartenaient au 354e régiment d'infanterie.

## Architecture
Le château a été érigé sur un tertre surplombant l'étang de l'Épine et l'île Molton. L'architecture extérieure du château reste conventionnelle et éclectique, selon le goût de la bourgeoisie dans la deuxième moitié du XIXe siècle. Le château offre une silhouette néogothique de par ses volumes ; avec des façades, baies, toitures et cheminées de style Renaissance inspirés des châteaux de la Loire, et plus particulièrement pour ses quatre tours d'angle de celui d'Azay-le-Rideau.
L'épaisseur du bâtiment est exceptionnelle avec treize mètres. Ainsi, une chapelle et un théâtre trouvent leur place à l'intérieur. Les aménagements sont confortables et résolument modernes pour l'époque, et chacune des trente chambres est pourvue d'une salle de bains avec WC. Les vastes salles de réception sont éclairées par la lumière zénithale grâce à des verrières au centre de la toiture, aménagée en terrasse. Le riche mobilier comprend une tapisserie du XVIIe siècle aux armes Gramont et Guiche acquise pour cette raison par le duc (salle à manger), de divers portraits de famille, les plus récents par Giovanni Boldini et Philip Alexius de Laszlo, et de meubles et objets en cloisonné provenant du sac de l'ancien palais d'été de Pékin.

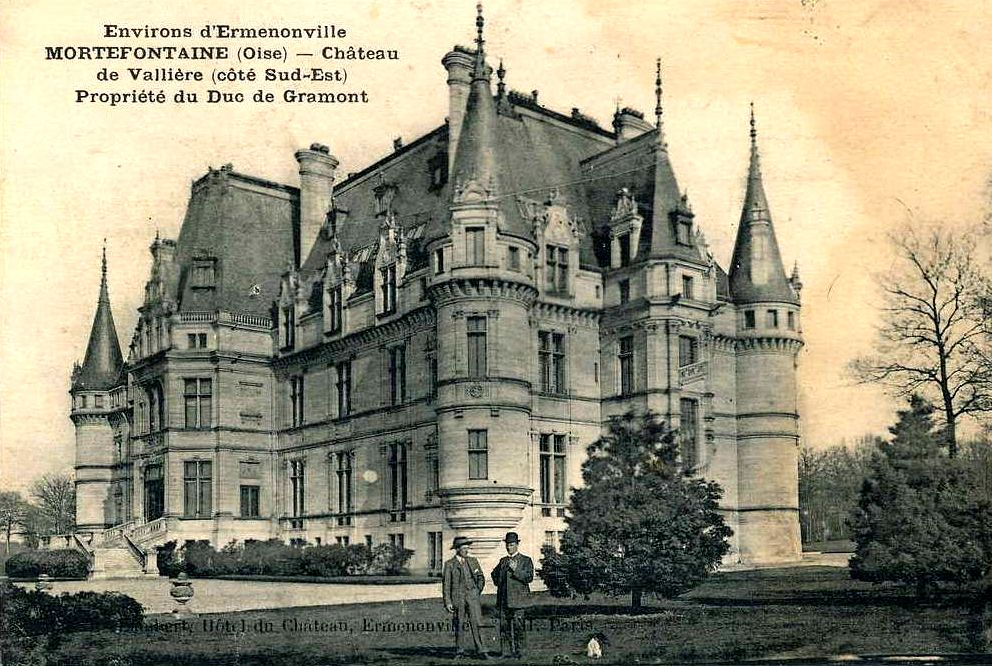
Château de Vallière, la façade principale avec l'entrée donnant sur le nord-est.
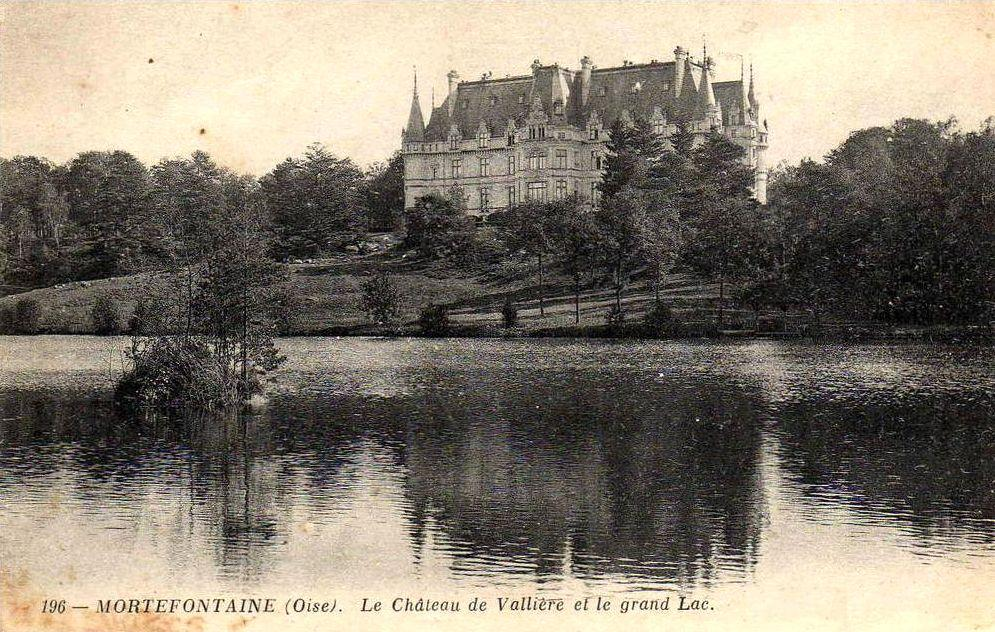
Le château de Vallière avec l'étang de l’Épine au premier plan.
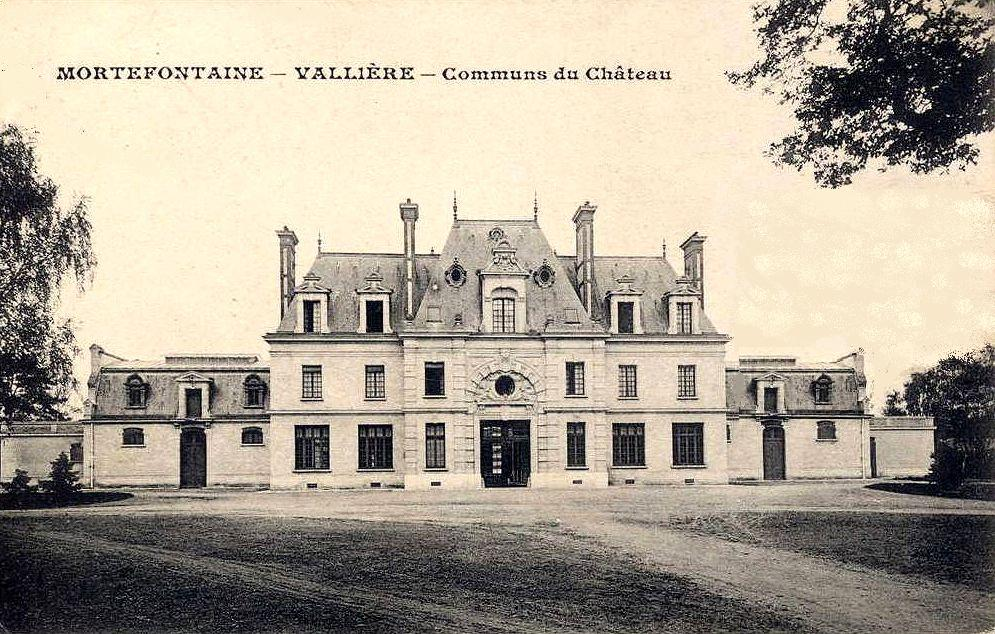
Les communs du château de Vallière, construits pour le duc de Gramont à 200 m à l'est du château.
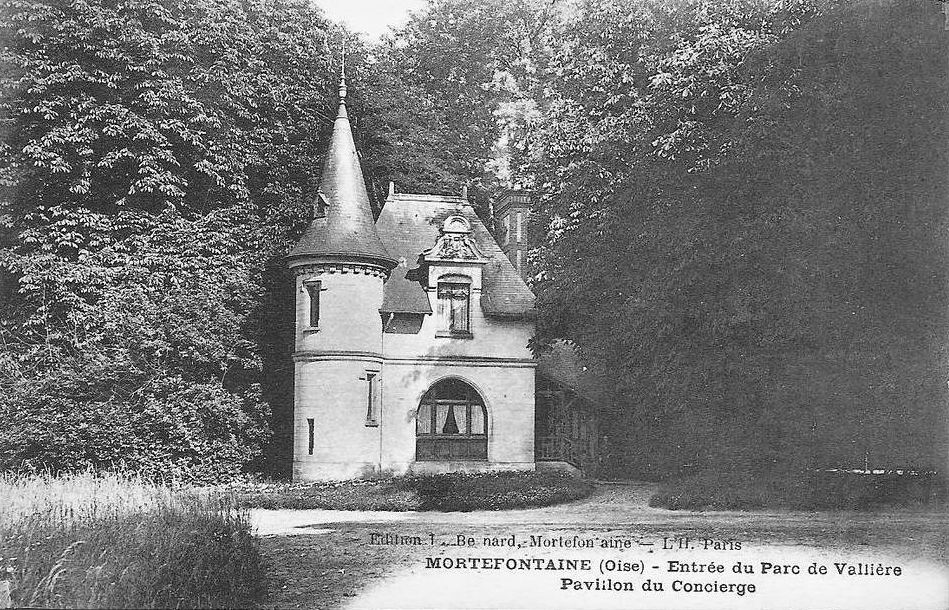
L'hôtel d'Ormesson, pavillon du concierge près de la grille d'honneur à l'entrée du Grand Parc.

## Le domaine de Vallière - le Grand Parc

### Aperçu général
Le domaine, situé au nord de la route venant de Plailly et allant à Fontaine-Chaalis ou Ermenonville, s'étend sur plus de 1 500 ha au moment où Joseph Bonaparte la laisse à Madame de Villeneuve. Seize ans plus tôt, lors de son rachat par Bonaparte, le domaine n’avait totalisé que 569 ha. Il comprend des bois, des prairies et les vestiges d'un ancien parc à fabriques aménagé à partir de 1780 pour le financier Louis Le Peletier de Morfontaine et perfectionné par l'architecte réputé Jacques Cellerier pour le compte de Joseph Bonaparte entre 1808 et 1814.
Le domaine est scindé en deux parties : le secteur central avec le château de Vallière en son centre, et le secteur de la Roche Pauvre et de la Grange à l’ouest et au sud de la D 607, avec l’étang de la Grange et un ensemble d’îles appelé « l’Archipel ». Le haras de Charlepont, au nord-ouest du Grand Parc, est également associé au domaine de Vallière, tout comme les bois à l’extérieur du Grand Parc (autour du haras et des circuits d’essais du CERAM).
Au cours du XXe siècle, des secteurs ont été soustraits au domaine à plusieurs reprises : pour le golf de Morfontaine, au nord, en 1913 et 1927 ; pour les pistes d’essais du CERAM (190 ha) en 1956, entre le golf et le haras de Charlepont ; et enfin pour accueillir des lotissements à Mortefontaine, au nord du village, à partir des années 1970. Les bois à l’extérieur du Grand Parc, mais situés sur le domaine de Vallière tel qu’il a existé à sa création, n’ont plus le même propriétaire que le domaine actuel.

### Le Grand parc
Le parc s'organise autour de quatre étangs, peints par Antoine Watteau et par Camille Corot, dont le plus vaste est le lac de l'Épine, auprès duquel est construit le château. Le parc, assez fortement vallonné, est traité à l'anglaise ; il comprend le pavillon de Vallière, qui servait de rendez-vous de pêche et de lieu de fêtes, ainsi que de nombreux vestiges.
« Le premier jardinier est bien évidemment l’héritage de la nature, héritage constitué à Mortefontaine par le relief accidenté, de fantastiques éboulements rocheux et des sources généreuses. Au XVIIIe siècle, un paysage ouvert de garennes et de bruyères, de champs sur le plateau et de prés conquis sur le marais apparaît dominant, ponctué par quelques massifs boisés. Les alentours de la tour Rochefort permettent aujourd’hui d’approcher une idée de cet état ancien. Dans leur désir vertueux de parfaire la nature, les jardiniers du XVIIIe siècle vont planter des espèces indigènes puis exotiques, transformer le cours des rivières et modifier le relief pour créer l’illusion d’un jardin d’Éden. Mortefontaine est le paradis et ses propriétaires successifs en furent à la fois les créateurs et les serviteurs. »
Le Grand Parc n’était pas un parc à l’anglaise à proprement parler, mais plutôt un espace naturel et forestier façonné par l’homme. Ses espaces sont beaucoup plus vastes, les différents sites et fabriques souvent fort éloignés les uns des autres et les jardiniers ont toujours réduit l’entretien au strict nécessaire. Il comptait notamment de préserver les perspectives de vues et les horizons. Plus volontairement on laissait se développer les taillis au lieu des paysages ouverts de bruyères, de prés et de garennes afin de favoriser la présence des grands animaux, la chasse étant le principal attrait du domaine pendant le XIXe et XXe siècles. S’y ajoutait une vocation forestière, essentielle sur le plan économique : par exemple, les travaux engagés en 1808 par Jacques Cellerier avaient coûté 150 000 livres, et les revenus du domaine ont porté sur 100 000 livres cette même année.
Toutefois, le Grand Parc était une référence pour l’aristocratie européenne depuis les aménagements entrepris par Joseph Bonaparte, et ce pour sa nature embellie et apprivoisée. « À Mortefontaine, lacs, rochers, arbres d’ornement et essences rustiques se conjuguent avec les éboulements naturels de rochers et les eaux de la Thève pour présenter le plus beau tableau paysager. Les étrangers avaient la permission de se promener partout ; des guides polis se chargeaient de les conduire dans les endroits les plus remarquables; souvent la reine leur envoyait des fruits. »

### Les lacs et étangs
Les quatre étangs sont dénommés étang de l’Épine ou Grand lac (au nord), étang de Vallière (au sud-ouest du premier), étang des Islettes ou étang Colbert (le plus petit, au sud de l’étang de Vallière) et étang de la Grange (à l’ouest de l’étang de Vallière).
Le principal étang du domaine, l’étang de l’Épine, jusqu’à 400 m de large, est alimenté par la Thève. Cette petite rivière prend sa source à Othis mais est temporaire jusqu’à l’étang de la Ramée, à l’est du domaine. Les autres étangs sont alimentés par de nombreuses sources, dont « la fontaine morte », source souterraine ayant donné son nom au village.
Tous ces étangs ont été créés par les moines de l’abbaye de Chaalis au cours du XIIe siècle. Louis Le Peletier crée quelques canaux pour mieux circuler d’un étang à l’autre. Joseph Bonaparte fait créer l’île Molton en 1806, en faisant creuser un canal de douze mètres de large autour de la butte Molton, ainsi qu’un deuxième canal reliant les étangs de Vallière et de l’Épine. Des promenades en bateaux sont alors organisées sur des circuits reliant les différents étangs, et il y avait même un « garde de la marine ». En plus de l’île Molton, l’étang de l’Épine compte cinq îles, l’étang de Vallière trois et l’étang de la Grange également cinq. Depuis le rachat du domaine par le dernier prince de Condé en 1829, les lacs et cours d’eau ne sont plus entretenus et s’enlisent. Le canal vers l’Archipel n’est déjà plus navigable à cette époque. La butte de l’île Molton fut plantée de vignes au Moyen Âge ; le nom vient de mort-taon en raison de la prolifération de taons jadis en cet endroit. Il y aurait eu un château sur la butte, connu localement comme Cave du Diable. Le site devait être fouillé sous Joseph Bonaparte, mais des éboulements l’ont empêché.

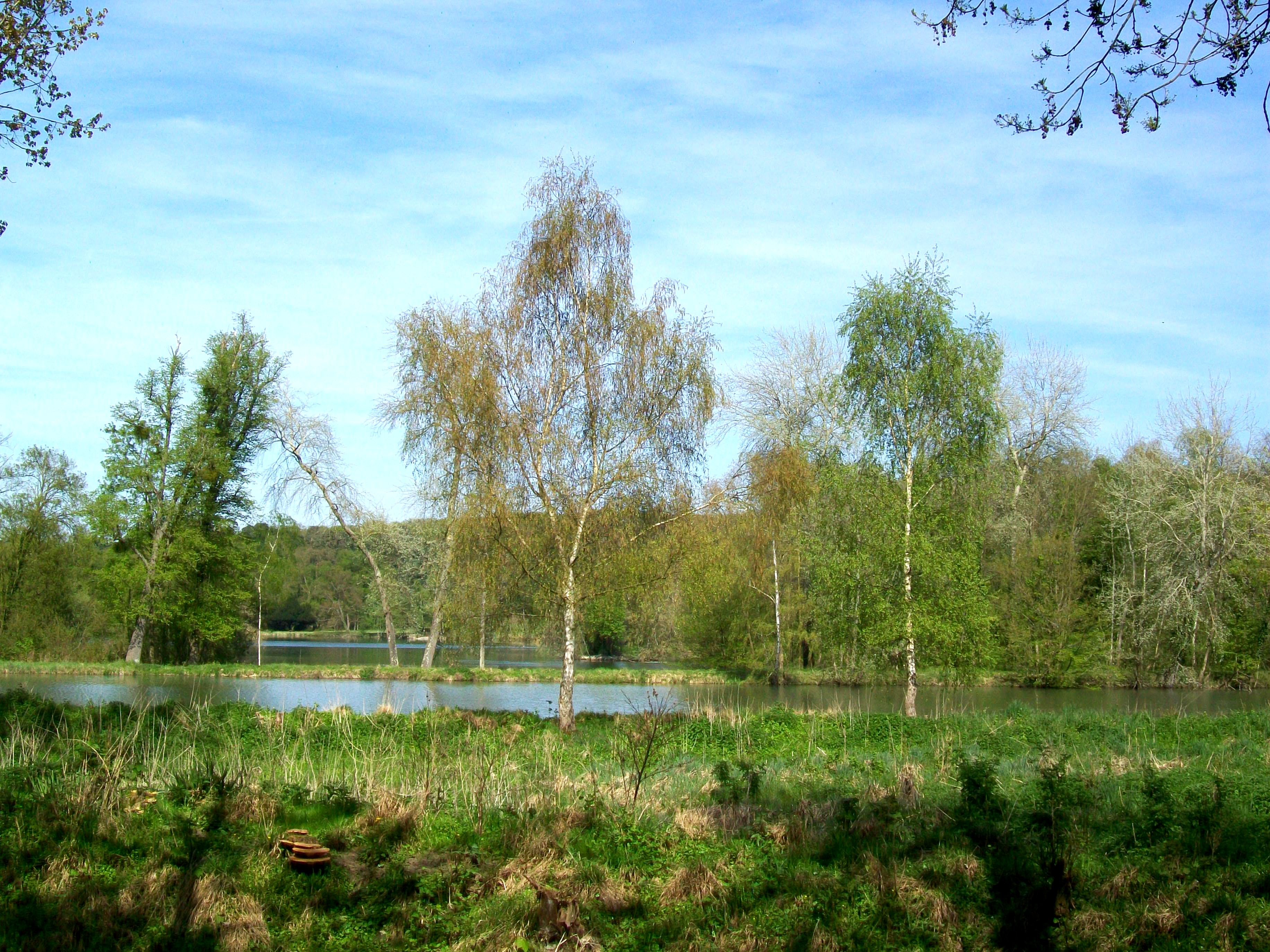
L'étang Colbert, au premier plan, et l'étang de Vallière, au fond. Vue depuis la route Mortefontaine, Thiers-sur-Thève.
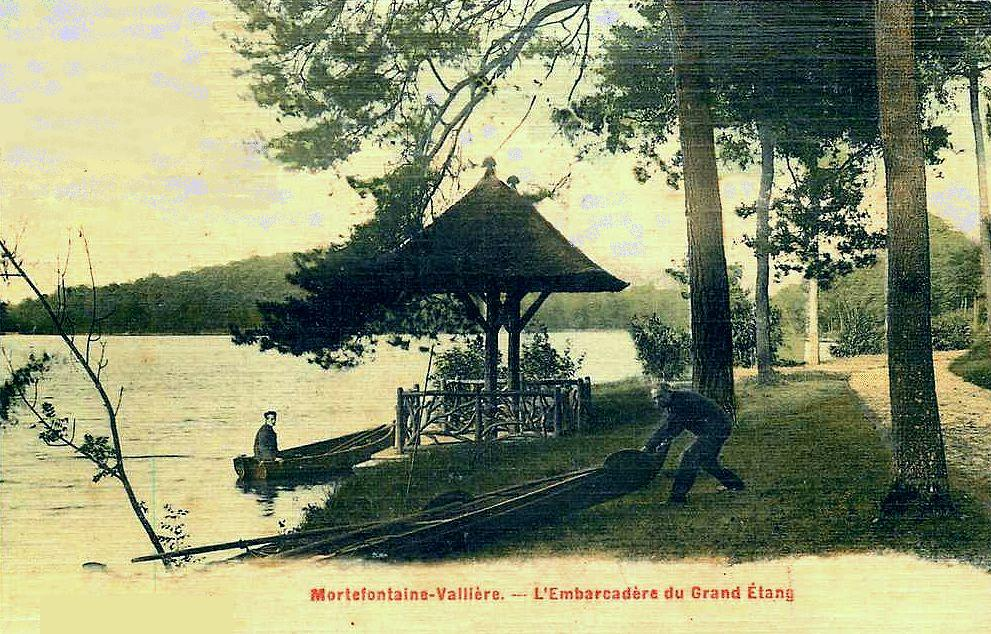
L'embarcadère de l'étang de l’Épine. À croire des gravures anciennes, des grands voiliers naviguaient sur l'étang aux grandes heures du domaine.
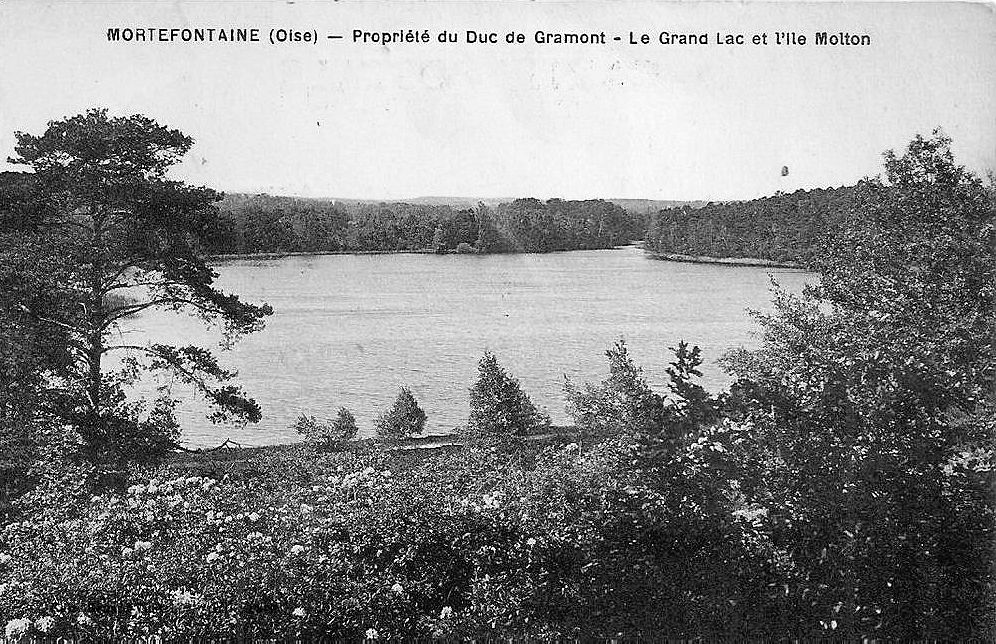
Cette vue doit être celle dont bénéficient les habitants du château de Vallière, en direction du nord. Au fond, l'île Molton créée en 1806.
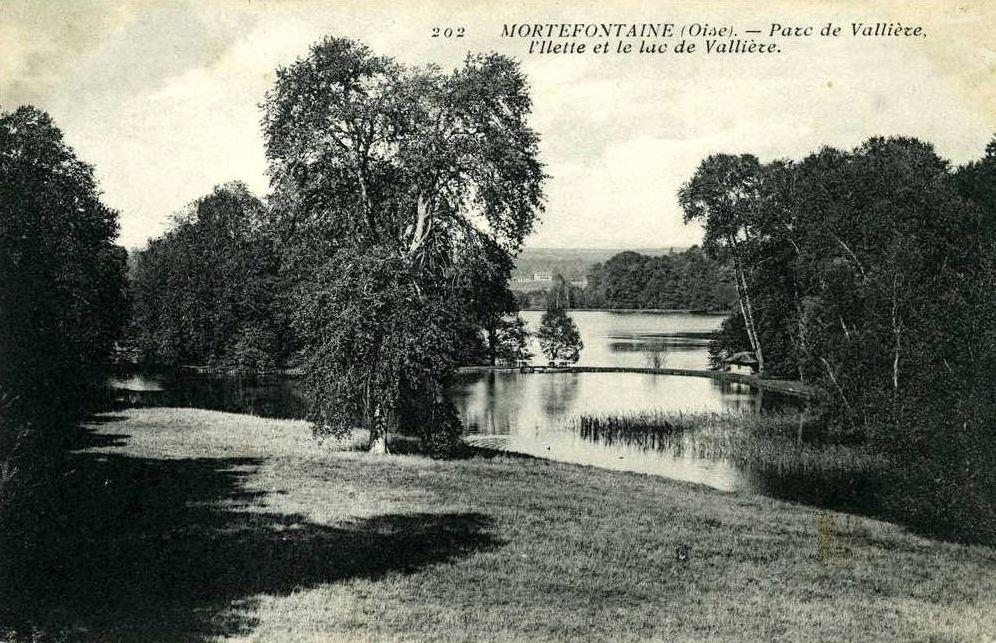
L'ilette et l'étang de Vallière.
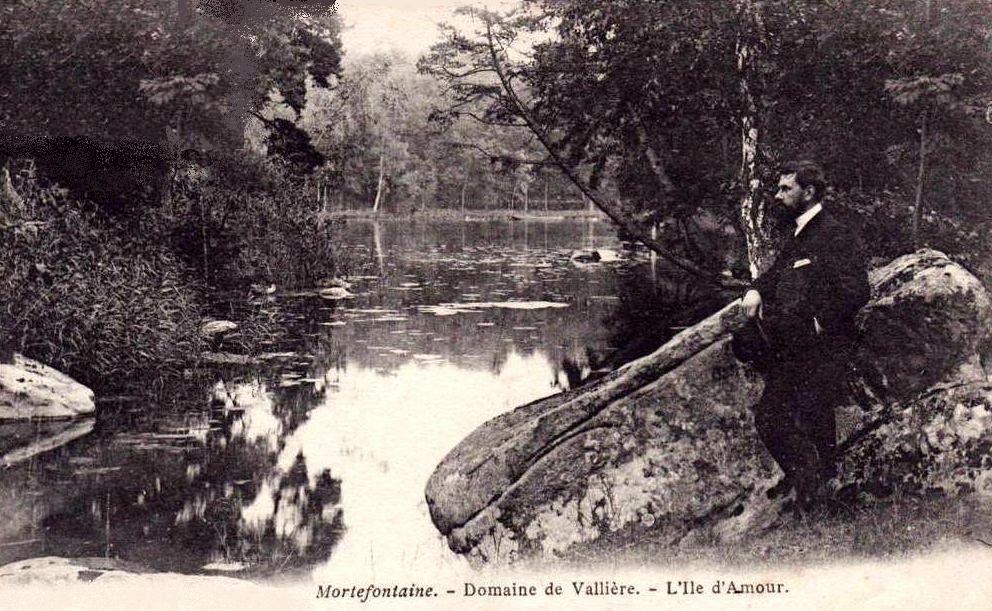
L'île d'Amour, destination d'excursions en barque qui faisaient l'une des attractions du domaine.

### Les fabriques
À l’image des étangs et cours d’eau, les fabriques n’ont plus bénéficié de l’entretien nécessaire dès le rachat du domaine par le prince de Condé. Seul le pavillon de Vallière faisait exception et restait un lieu apprécié. Les principales fabriques étaient (et respectivement sont) les suivantes :
- le souterrain entre le Petit Parc et le Grand Parc, par-dessous l’actuelle D 922 : premier des aménagements sous Joseph Bonaparte, en 1806. Il a été bouché lors de la création du domaine de Vallière en 1892, mais les entrées subsistent comme vestiges ;
- le Grand Rocher, proche de la grille d’entrée : de dix mètres de long et quatre de haut, avec une dédicace issue d’un poème de l’abbé Delille, autre familier du domaine de Mortefontaine : « Sa masse indestructible a fatigué le temps », qui nous invite à prendre ce chemin philosophique ;
- la grotte des Amours, également proche de l’entrée. Elle est peut-être d’origine naturelle ;
- la cabane du pêcheur, à l’est de la digue séparant l’étang Colbert de l’étang de Vallière : construite sous Joseph Bonaparte entre 1806 et 1814 ;
- la fontaine Claudine avec une naïade ;
- la tour du Bosq ou tour Dubosq, à l’est de l’étang de Vallière : construite pour Louis le Peletier, c’est une ruine artificielle servant également de belvédère. Cette fabrique n’a pas résisté aux intempéries ;
- le pavillon de Vallière sur la digue entre le canal venant de l’étang de l’Épine et l’étang de Vallière : construit sous Joseph Bonaparte entre 1806 et 1814. Il occupe l’ancien emplacement d’un manoir fortifié médiéval[16]. Les deux façades principales donnent sur l’eau. D’un côté, c’est le Salon de Vallière, et de l’autre côté, vers l’étang, c’est le Chalet suisse. Cette fabrique existe toujours, mais à l’état d’abandon ;
- le jardin des Olives, à proximité de cette tour voulu par Louis le Peletier, il avait réellement abrité quelques oliviers ;
- les Bains de Diane, sur une île en face du château de Vallière : aménagés sous Joseph Bonaparte entre 1806 et 1814, c’est une cabane rustique dans un port naturel de l’île, abritée derrière des rochers. Cette fabrique a récemment bénéficié d’une restauration ;
- le kiosque de l’île Molton ;
- une tour octogonale sur l’une des îles de l’Archipel : construite sous Louis le Peletier et dédiée à son ami Buffon, il portait une dédicace au génie de la nature au-dessus de la porte d’entrée : « Naturae genio, Buffoni sacer esto »[17]. Cette tour a été démolie sous Bonaparte parce qu’elle gênait une perspective ;
- le Belvédère : tour en bois, au sud de l’étang de la Grange. Il a disparu ;
- plusieurs ponts, de différentes natures : le pont Colbert (proche de l’entrée), le pont de bois brut, le pont de pierre, le pont de bateaux (ces trois situés au nord de l’étang de Vallière), le pont sec et le pont de la Ramée. Subsiste au moins, dans un bon état de conservation, le pont de pierre ;
- la tour de la Roche Pauvre ou tour Rochefort : ruine artificielle datant de Louis le Peletier, localisée entre l’étang de la Grange et la D 607. C’est l’unique fabrique visible depuis le domaine public.

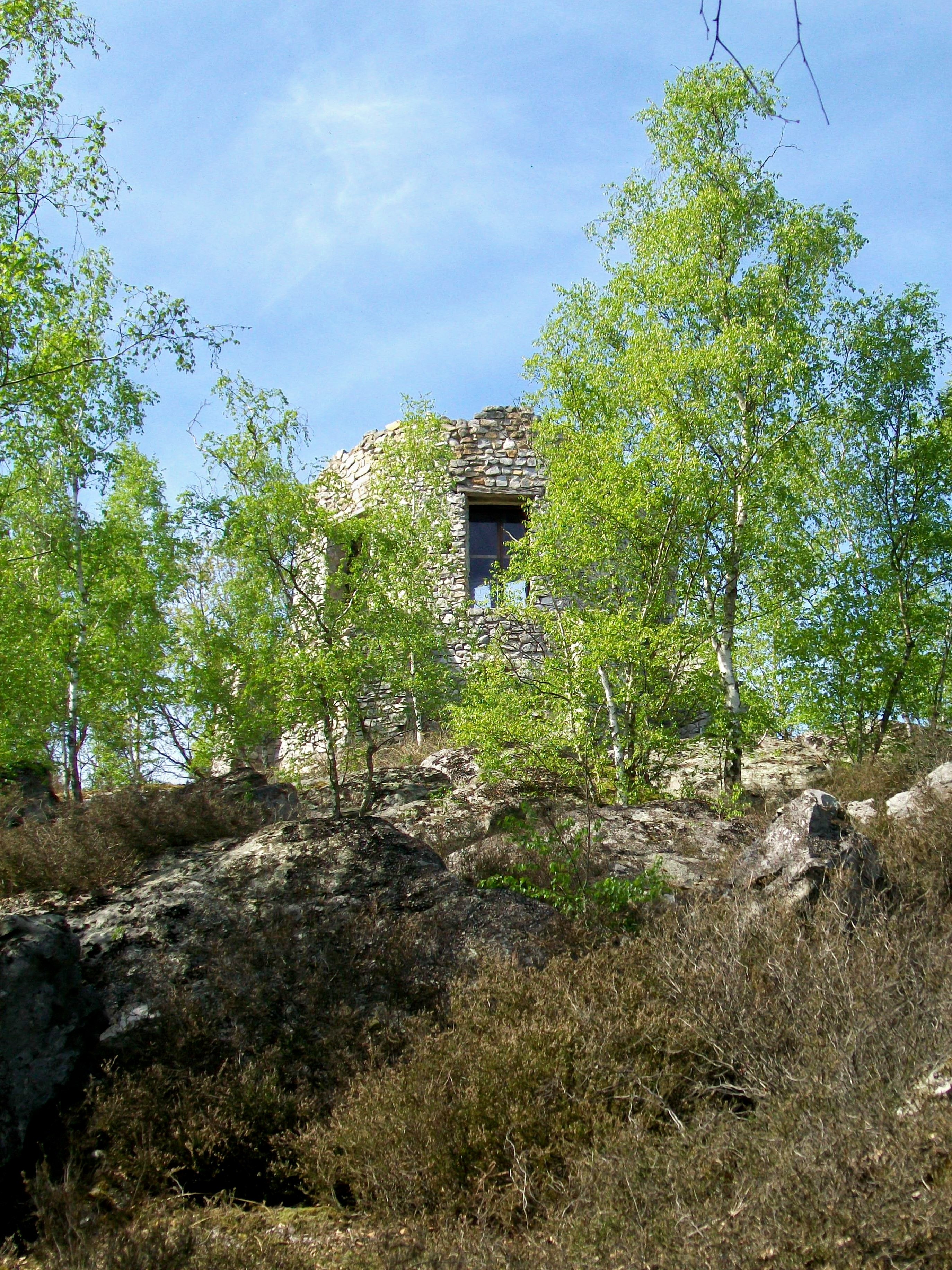
La tour Rochefort, anciennement une fausse ruine, est une fabrique située à l'écart du domaine, au lieu-dit « la Roche Pauvre », non loin de la route de Thiers-sur-Thève.
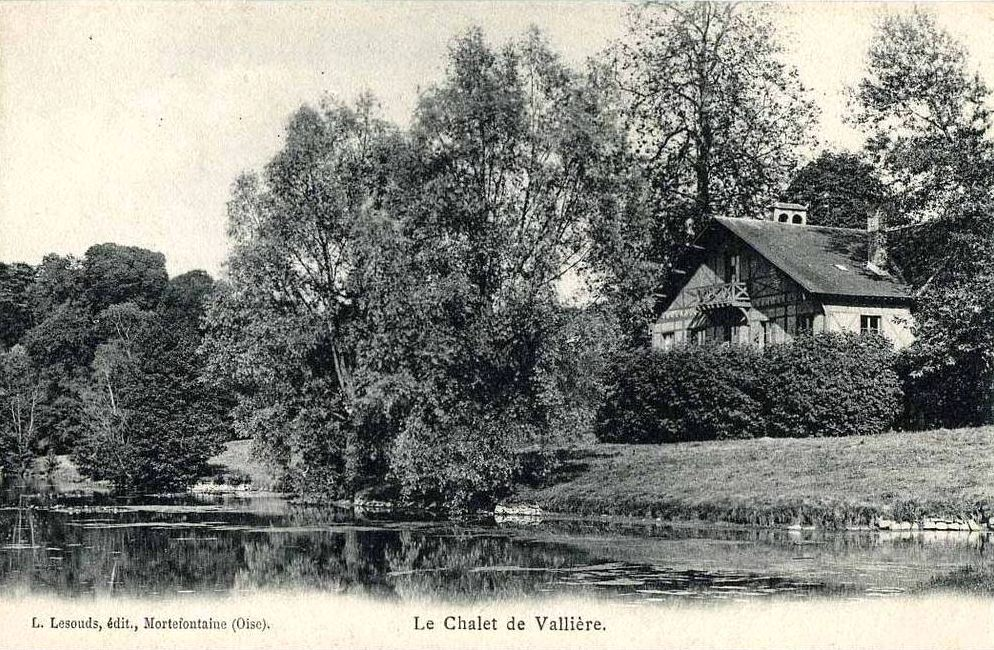
Le Salon de Vallière ou le Châlet est la principale fabrique du parc, construite sous Joseph Bonaparte. Le bâtiment se situe sur une digue entre les étangs de Vallière et de l’Épine.
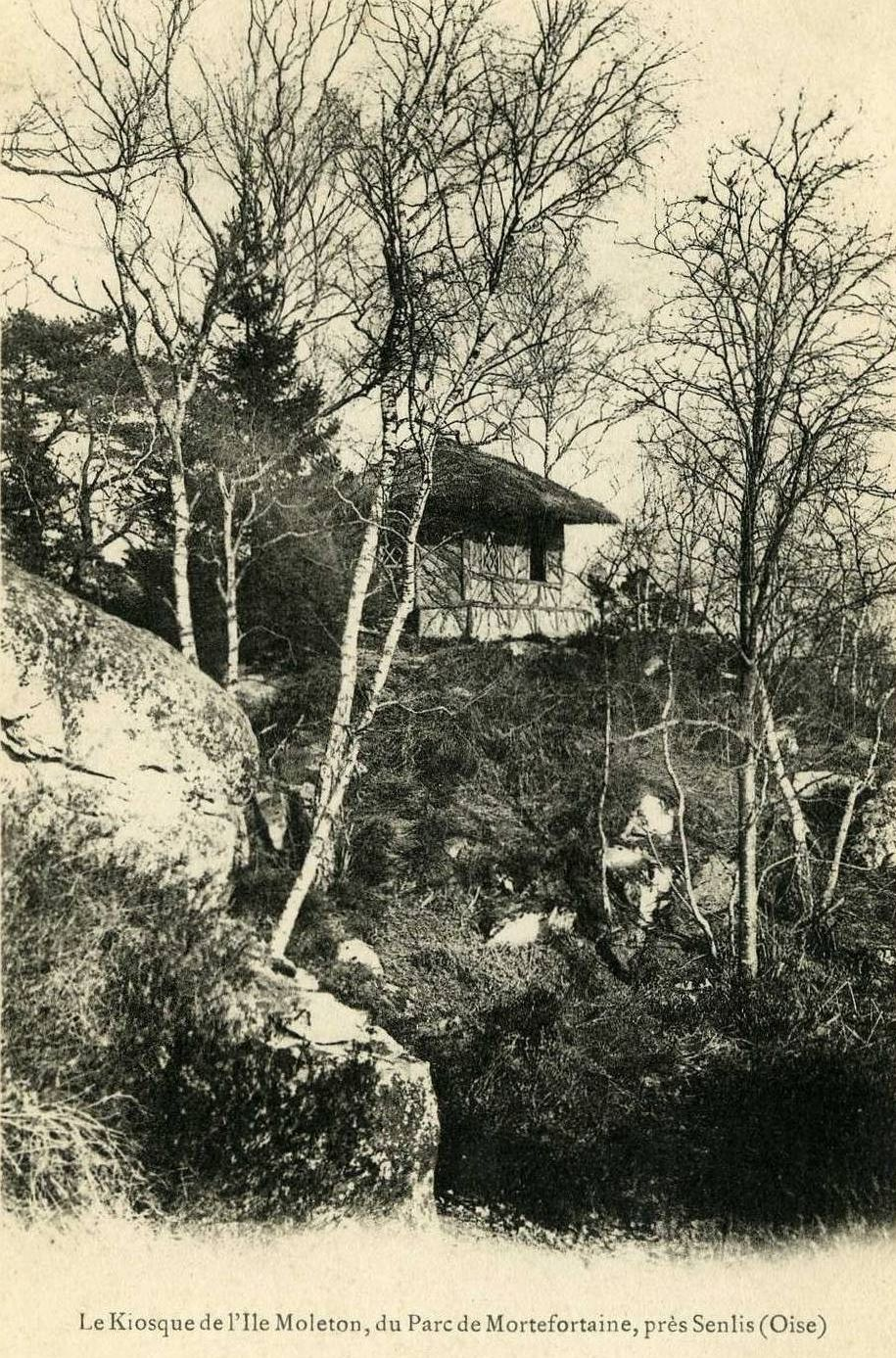
Le kiosque de l'île Molton, dont il est impossible à dire s'il subsiste encore.
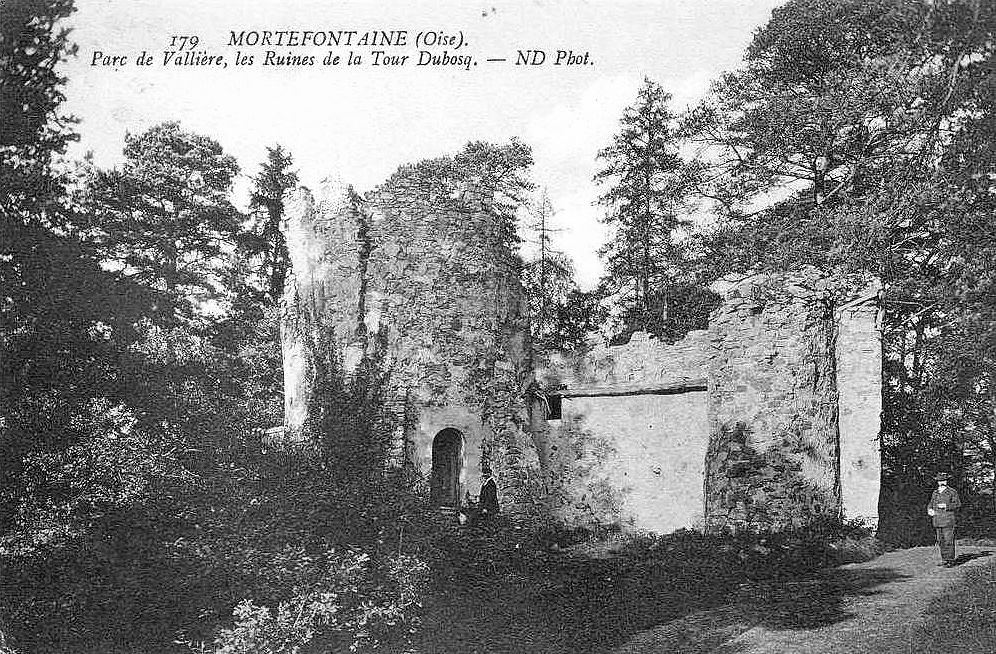
Les fausses ruines de la tour Dubosq, servant de belvédère. L'un des deux fabriques de ce type sur le domaine de Vallière.
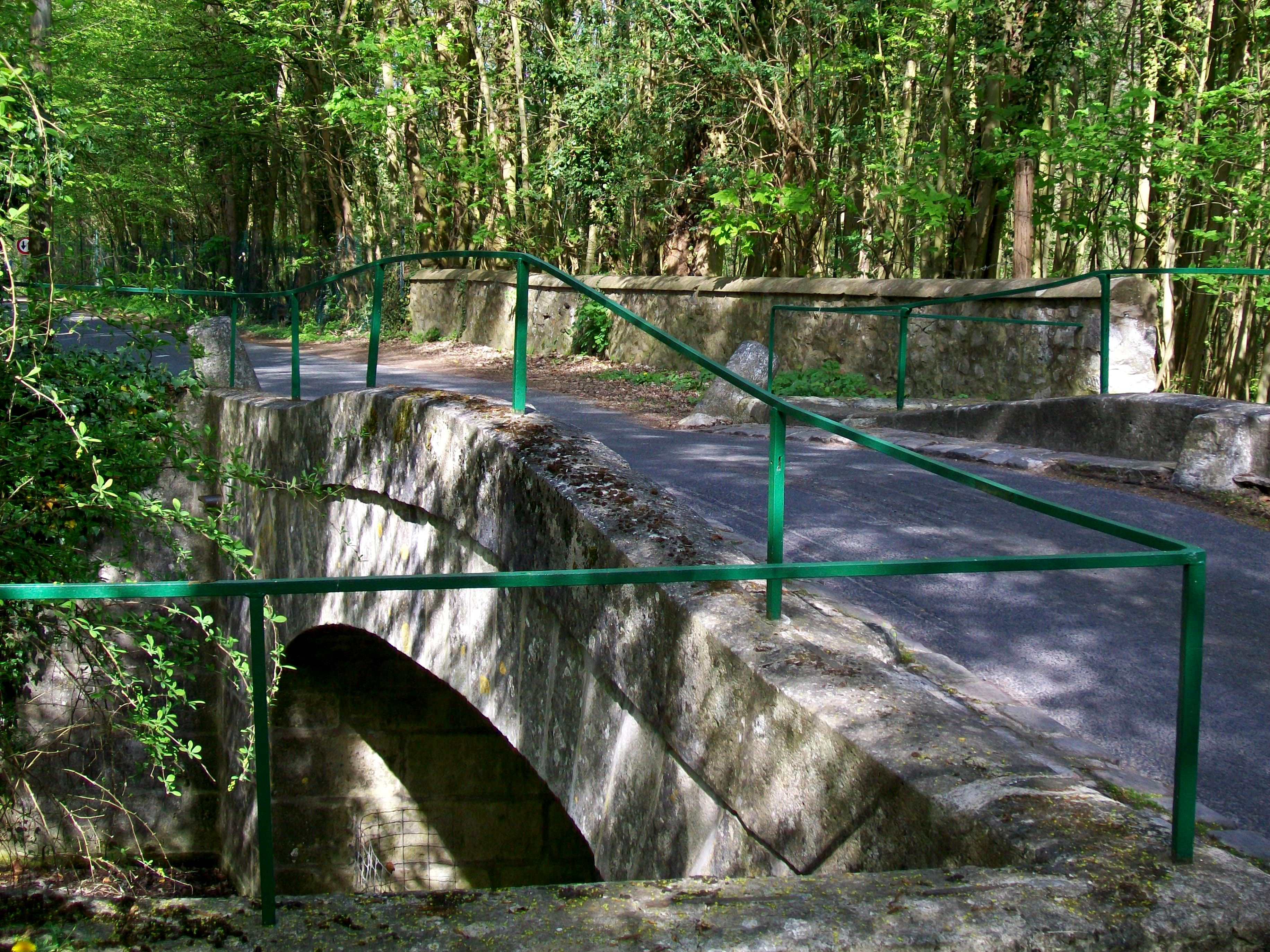
Le « pont de Pierre » sur la route de Mortefontaine à Thiers-sur-Thève. Elle enjambe le canal artificiel qui relie l'étang de Vallière à l'étang de la Grange : du temps de Joseph Bonaparte, l'on s'y promenait en bateau.

### Autres bâtiments et monuments
- L’hôtel d’Ormesson (du nom d’épouse d’une fille de Louis le Peletier), le pavillon du concierge près de la grande grille à Mortefontaine.
- La grange, sur le lieu-dit du même nom, à l’ouest de la D 607 en dehors du parc actuel. C’est un grand corps de ferme toujours existant.
- Les communs du château de Vallière, situés à 200 m à l’est, avec une qualité architecturale équivalente à celle du château et comprenant de superbes écuries.
- La chapelle Sainte-Marguerite-des-Grès, sur une butte de 102 m d’altitude à seulement une centaine de mètres de la forêt domaniale, face à la parcelle 167 de cette dernière. C’est le seul lieu du Grand Parc qui a conservé son caractère d’origine, avec des rochers et une végétation faite de landes, de bruyères et de bouleaux. Construite entre 1852-1853, elle remplace une chapelle de pèlerinage qui avait existé déjà au XIIe siècle.

Le domaine comprenait également un chenil, une faisanderie, des serres d'orchidées, le haras de Charlepont déjà mentionné, la maison du jardinier et quelques cabanes et bâtiments utilitaires. Dans le parc, on trouve un monument commémoratif érigé par la maison de Gramont à ses morts de la Première Guerre mondiale.

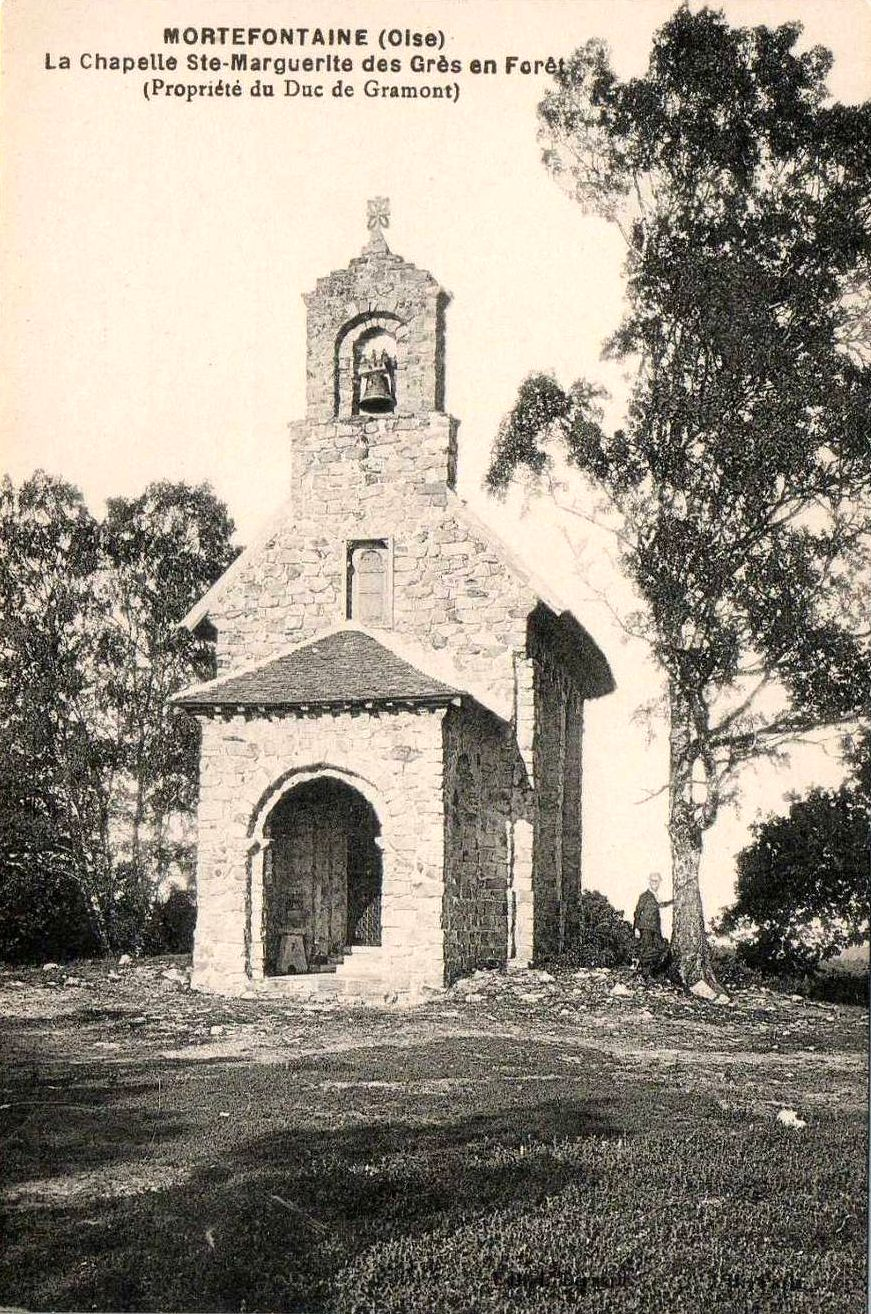
La chapelle Sainte-Marguerite-des Grès de 1852-1853, près de la forêt domaniale d'Ermenonville, remplace une chapelle de pèlerinage romane.
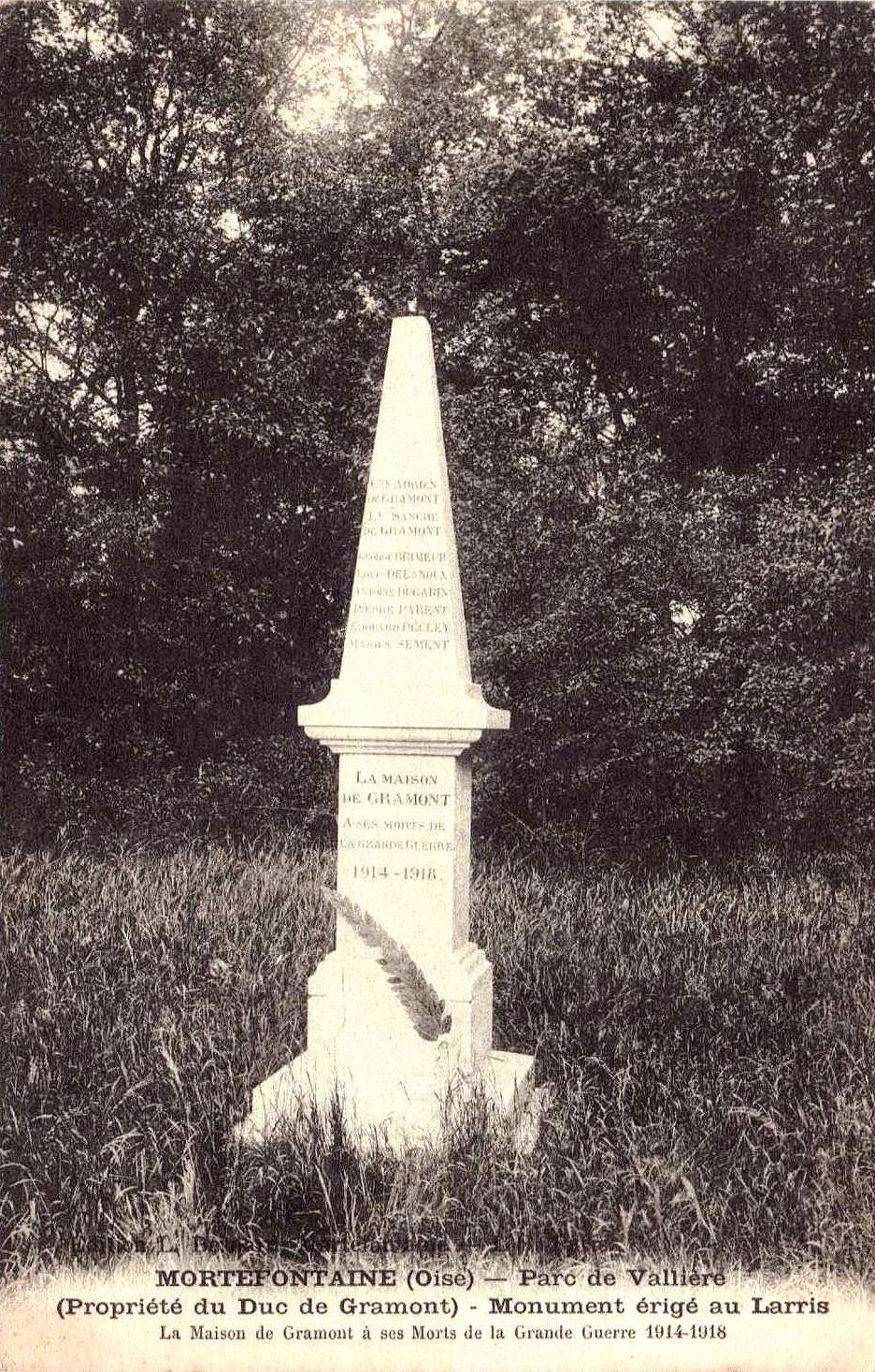
Le monument que la famille de Gramont a édifié en souvenir de ses morts à la Première Guerre mondiale.
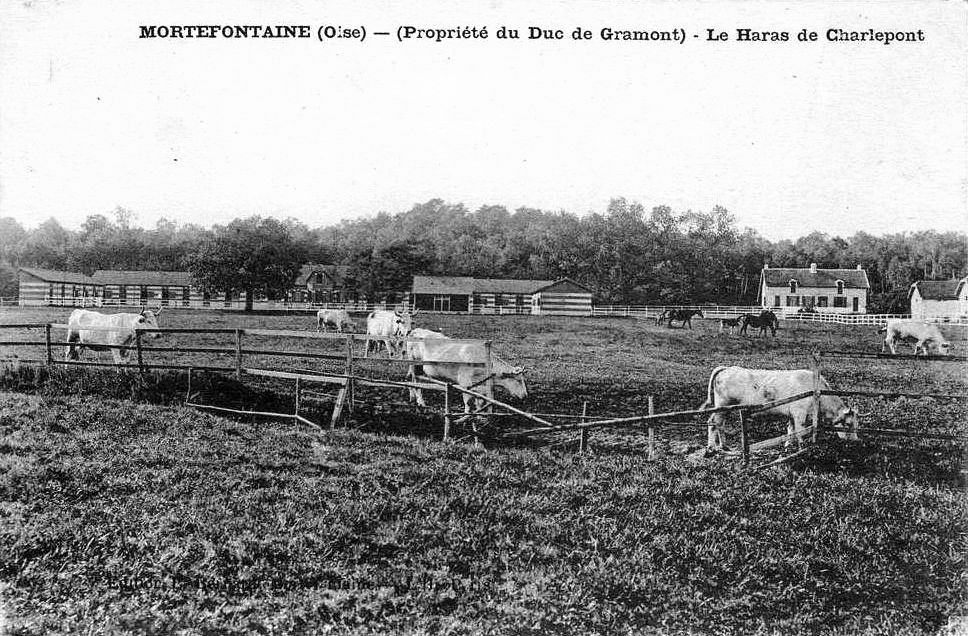
Le haras de Charlepont au nord de l'actuel domaine de Vallière, état au début du XXe siècle du temps du duc de Gramont.
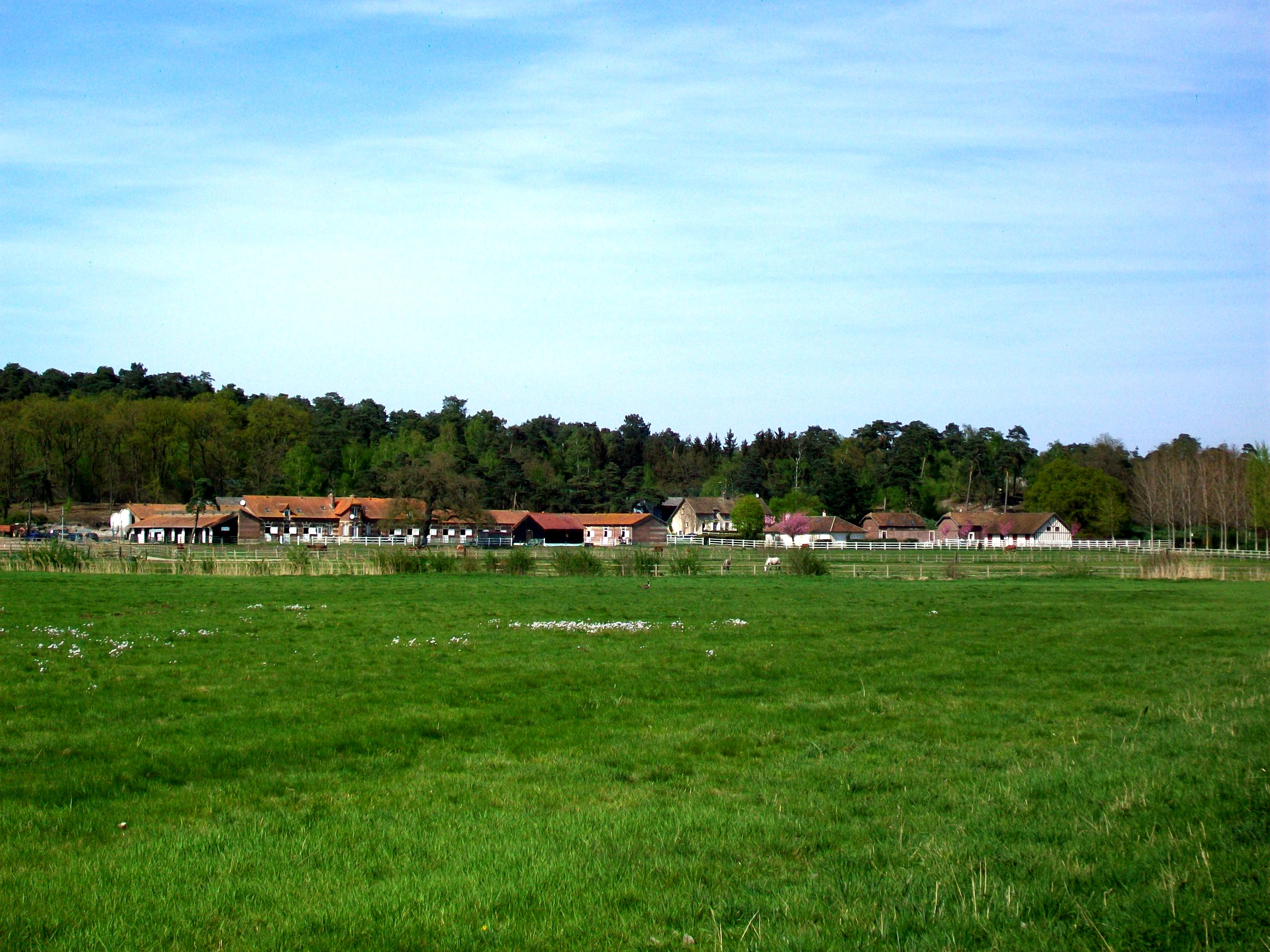
Le haras de Charlepont, état actuel. Il est toujours propriété des héritiers de la famille de Gramont.
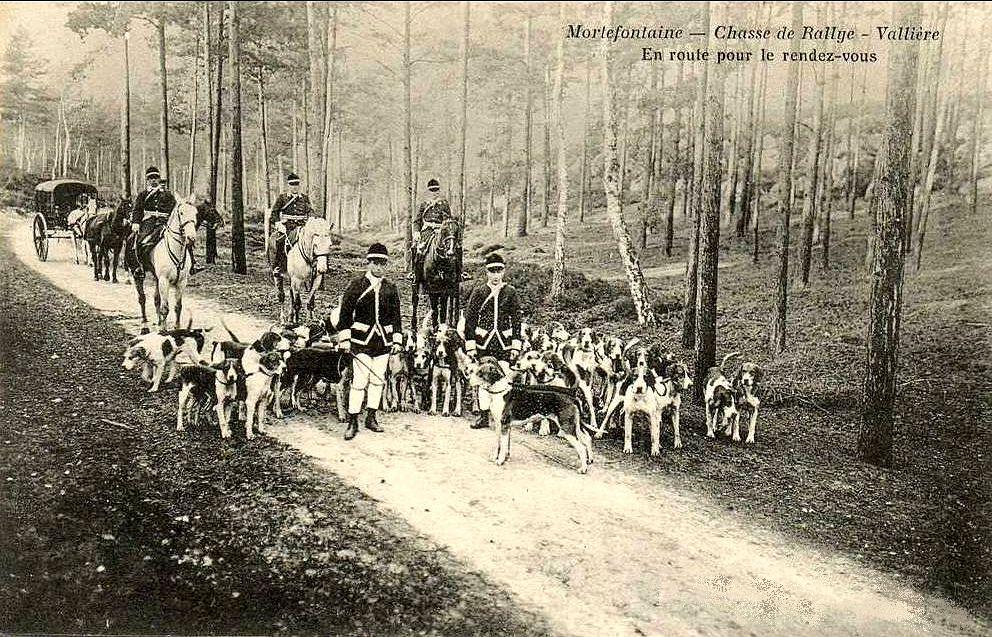
Le domaine de Vallière, avec ses vastes forêts et épais taillis, avait comme principale vocation d'être un terrain de chasse pour ses propriétaires.

### Situation actuelle
Le domaine de Vallière entre dans une zone d’intérêt écologique répertoriée par le parc naturel régional Oise-Pays de France : la vallée de la Thève amont qui est caractérisée comme étant une unité paysagère d’intervention prioritaire, avec notamment la prairie de Charlepont et la Roche Pauvre, ainsi que les domaines de Vallière et de La Ramée. Le parc naturel a mené une étude visant à cartographier la Thève, mais l’accès au domaine de Vallière a été refusé aux étudiants de l’Institut UniLaSalle de Beauvais affectés à cette tâche. Déjà vers 1990, la chercheuse Geneviève Mazel, travaillant sur son étude sur Mortefontaine, n'a pas pu accéder au domaine de Vallière. Le domaine est en partie un site naturel classé depuis le 10 avril 1961 sur 330 ha.
Le Grand parc était accessible au public au moins depuis l'ère de Joseph Bonaparte et puis de Madame de Villeneuve comme propriétaires, quand un guide à l’intention des promeneurs avait été publié (l’Indicateur des vues de Mortefontaine, en 1825. « On inscrit son nom chez le concierge, en demandant au propriétaire, qui l’accorde aussitôt, la permission de visiter le parc. » Aussi du temps des ducs Agénor et Armand de Gramont, le domaine de Vallière se visitait ; en témoignent encore un grand nombre de cartes postales éditées dès la fin du XIXe siècle jusque dans les années 1960, ainsi que les guides touristiques de l’époque. Les promeneurs et les villageois pouvaient profiter du parc avec des vues aujourd'hui interdites. De nos jours, des petites parties du domaine sont visibles depuis la D 607, et le château peut être aperçu depuis la route d'accès vers le haras de Charlepont.
Le parc actuel de Vallière et le château sont la propriété de l’émir Al-Tajir Mahdi, un homme d’affaires milliardaire des Émirats arabes unis dont la résidence principale est à Dubaï. Al-Tajir a été ministre du pétrole et ambassadeur des Émirats arabes unis au Royaume-Uni. Le haras de Charlepont, le site du CERAM et les bois à l’extérieur du parc appartiennent toujours aux héritiers de la famille de Gramont, la maison de Cossé-Brissac. Ils ont vendu le secteur ouest du parc, à l’ouest et respectivement au sud de la D 607, à M. Rousselet[réf. nécessaire].
Des photographies contemporaines montrent que la végétation épaisse a envahi les étangs et les anciens couloirs des perspectives aménagées par les créateurs du Grand Parc. Toute lecture qualitative et poétique du paysage est ainsi annihilée.